# Schutztruppe für Deutsch-Südwestafrika
Kaiserliche Schutztruppe für Deutsch-Südwestafrika war die offizielle Bezeichnung einer Kolonialtruppe, die das Deutsche Kaiserreich in seiner Kolonie Deutsch-Südwestafrika unterhielt. Beim Aufstand der Herero und Nama 1904 wird sie für zahlreiche Kriegsverbrechen verantwortlich gemacht. Während des Ersten Weltkriegs unterlag die Schutztruppe 1915 den Truppen der Südafrikanischen Union.

## Gründung
Im Auftrag des Bremer Tabakhändlers Adolf Lüderitz erwarb der 22 Jahre alte Kaufmannsgehilfe Heinrich Vogelsang am 1. Mai 1883 die Bucht von Angra Pequena, die heutige Lüderitzbucht und fünf Meilen Hinterland vom Volk der Nama in Bethanien. Am 24. April 1884 telegrafierte Bismarck dem deutschen Konsul in Kapstadt, „Lüderitzland“ stehe unter dem Schutz des Deutschen Kaiserreichs.
Zwischen Oktober 1888 und Juli 1889 war es im Zuge einer Auseinandersetzung zwischen den Witbooi und den Herero zu einer Vertreibung des deutschen Kommissariates und einer Unterbrechung der deutschen Hoheitsausübung in Okahandja gekommen. Die daraufhin von der Deutschen Kolonialgesellschaft für Südwestafrika gegründete Schutztruppe bestand aus 21 Soldaten, acht Aktiven aus der Kaiserlichen Armee und 13 Freiwilligen unter dem Kommando von Curt von François.
Am 3. Mai 1894 wurde durch eine Kaiserliche Kabinettsorder bestimmt, dass die zuvor der Kolonialgesellschaft unterstehende Schutztruppe fortan Kaiserliche Schutztruppe für Deutsch-Südwestafrika heißen sollte. Die formelle Gründung der Schutztruppe für Deutsch-Südwestafrika erfolgte schließlich durch das Reichsgesetz vom 9. Juni 1895. Die zusammenfassende Regelung der Rechtsverhältnisse der Kaiserlichen Schutztruppen in den genannten afrikanischen Schutzgebieten erfolgte durch das Reichsgesetz vom 7. / 18. Juli 1896 (RGBl. S. 653) (Schutztruppengesetz). Die Unterhaltung dieser Truppen oblag dem betreffenden Schutzgebiet (Reichsgesetz über die Einnahmen und Ausgaben der Schutzgebiete vom 30. März 1892, RGBl. S. 369).

## Aufstellung und Struktur
Die Schutztruppe mit Kommando in Windhuk hatte eine Stärke von 90 Offizieren, 22 Ärzten, 9 Veterinären, 59 Beamten, Feuerwerkern, 342 Unteroffizieren, 1.444 deutschen Soldaten
- Gericht des Kommandos, Intendantur, Sanitätsamt und Vermessungstrupp
- Nordbezirk Kommando: Windhuk
  - 1. Kompanie: Regenstein, Seeis
  - 4. Kompanie (MG): Okanjande
  - 6. Kompanie: Outjo und Otavi
  - 2. Batterie: Johann-Albrechts-Höhe
  - Verkehrszug 1: Karibib
  - Proviantamt: Karibib
  - Pferdedepot: Okawayo
  - Artillerie- und Train-Depot: Windhuk
  - Lazarett: Windhuk
  - Hauptsanitätsdepot: Windhuk
  - Bekleidungsdepot: Windhuk
  - Ortskommandantur: Windhuk
  - Ortskommandantur u. Proviantamt: Swakopmund
- Südbezirk Kommando: Keetmanshoop
  - 2. Kompanie: Ukamas
  - 3. Kompanie: Kanus
  - 5. Kompanie (MG): Chamis und Churutabis
  - 7. und 8 Kompanie: Gochas und Arahoab (Kamelreiter und MG), Lazarett.
  - 1. Batterie: Narubis
  - 3. Batterie: Kranzplatz bei Gibeon
  - Verkehrszug 2: Keetmanshoop
  - Artillerie- und Train-Depot: Keetmanshoop
  - Lazarett- und Sanitätsdepot: Keetmanshoop
  - Bekleidungsdepot: Keetmanshoop
  - Proviantamt: Keetmanshoop
  - Garnisonverwaltung: Keetmanshoop
  - Pferdedepot: Aus
  - Kamelgestüt: Kalkfontein
  - Ortskommandantur u. Proviantamt: Lüderitzbucht

### Struktur vor dem Ersten Weltkrieg

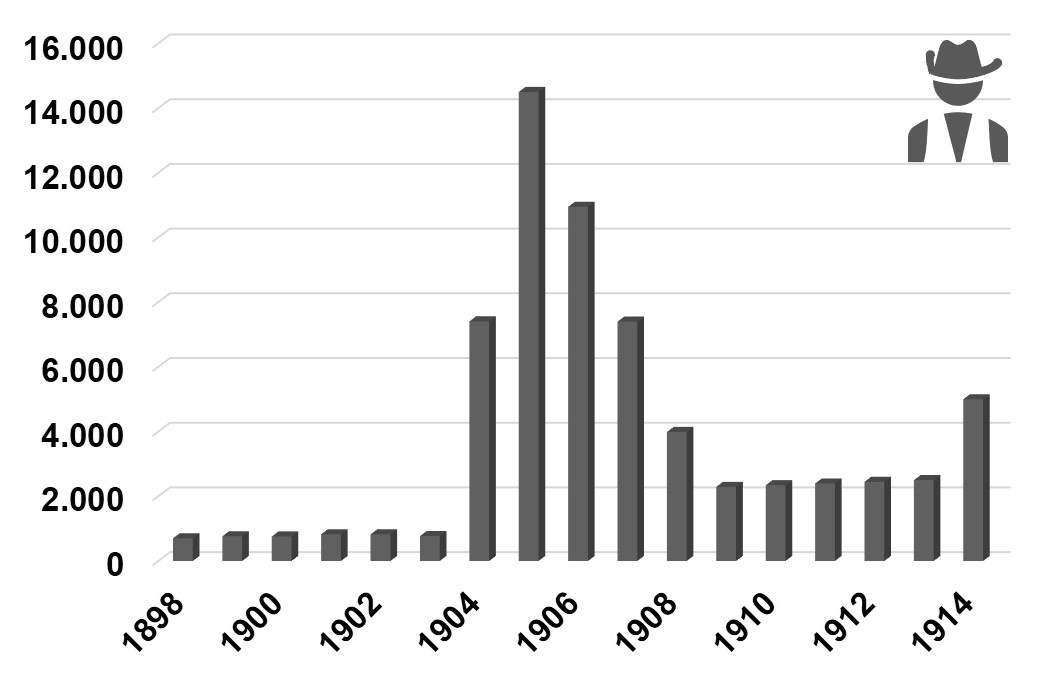
Anzahl der Angehörigen der Schutztruppe für Deutsch-Südwestafrika (1898–1914)

Um das Jahr 1900 hatte die Schutztruppe für Deutsch-Südwestafrika eine Stärke von rund 800 Mann. Die Anzahl erhöhte sich durch den Krieg gegen die Herero und Nama auf mehr als 14.000 Soldaten im Jahr 1905. Danach fand eine deutliche Reduzierung der Truppenstärke auf etwas über 2.000 Soldaten statt. Diese Zahl konnte 1914 durch Reservisten und Freiwillige etwa verdoppelt werden.
Kurz vor dem Ersten Weltkrieg bestand die Schutztruppe für Deutsch-Südwestafrika im Einzelnen aus 6 Stabsoffizieren, 13 Hauptleuten, 70 Oberleutnants und Leutnants, 2 Feuerwerksoffizieren, 9 Veterinäroffizieren, 1 Kriegsgerichtsrat, 1 Kriegsgerichtssekretär, 2 Intendanturräten, 5 Intendantursekretären, 1 Intendanturbausekretär, 4 Proviantamtsinspektoren, 2 Bekleidungsamtsinspektoren, 2 Stabsapothekern, 1 Zahnarzt, 1 Waffenrevisor, 11 Waffenmeistern, 4 Magazinaufsehern, 20 Unterzahlmeistern, 5 Oberfeuerwerkern und Feuerwerkern, 2 Schirrmeistern, 342 Unteroffizieren und 1444 Mannschaften. Die Schutztruppe gliedert sich in 9 Kompanien, 3 Batterien und 2 Verkehrszüge. Hinzu kamen afrikanische Diener der Soldaten, sogenannte Bambusen.

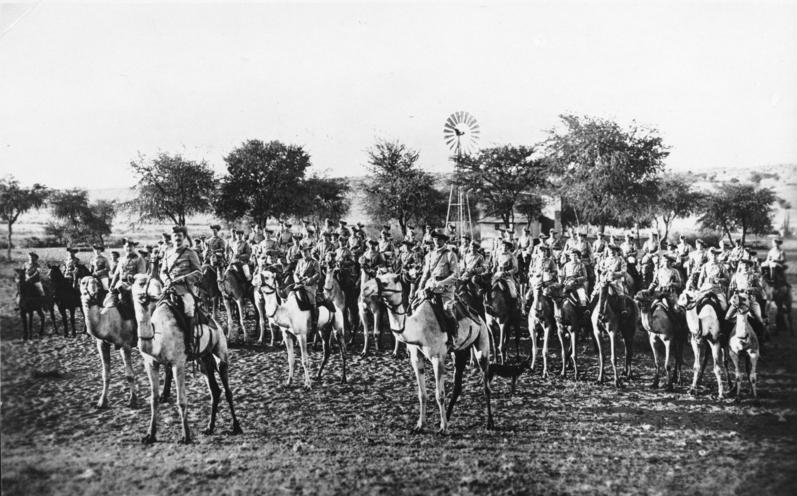
Kamelreiterkompanie der deutschen Schutztruppe in Deutsch-Südwestafrika

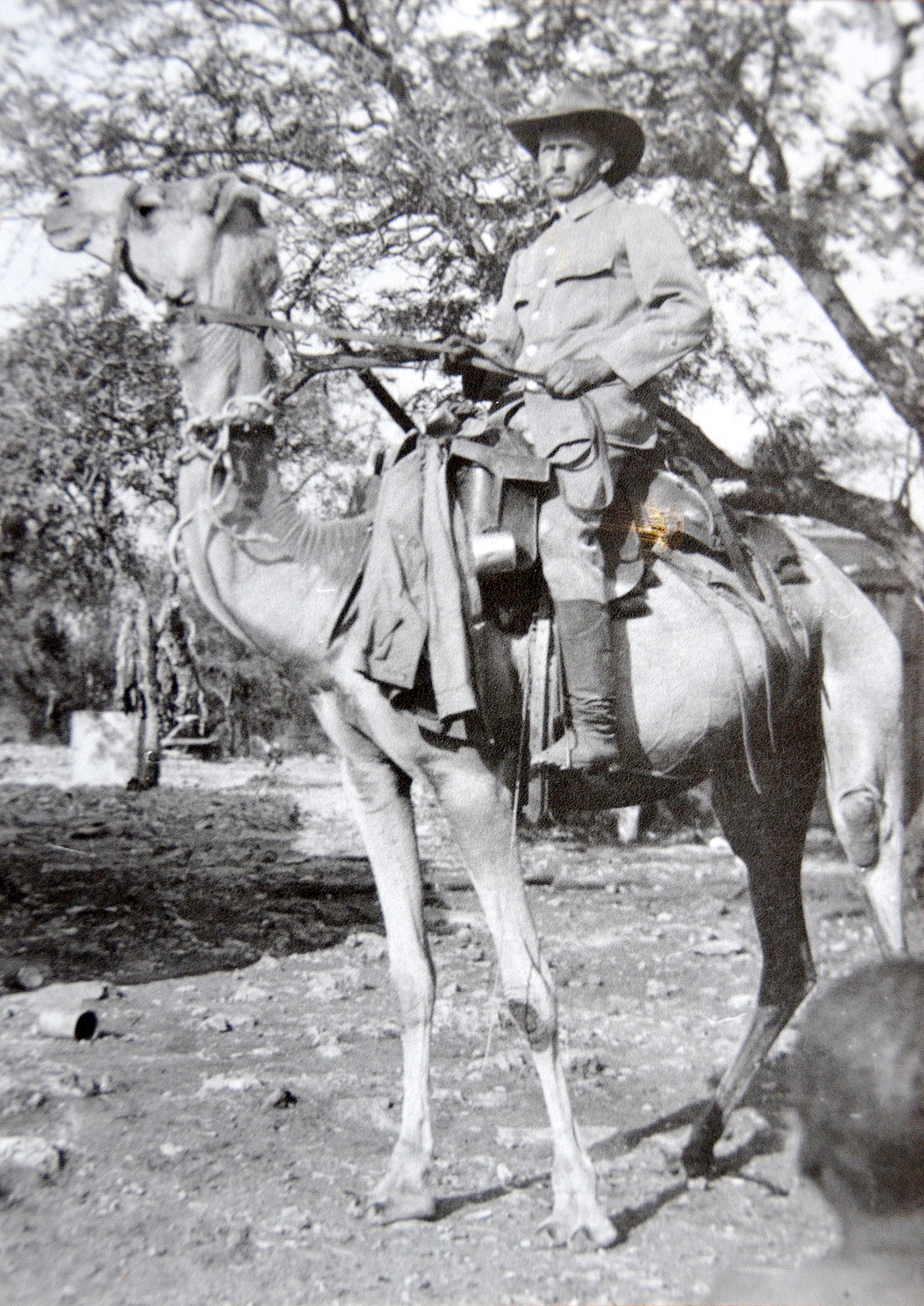
Gottlob Ludwig Haussmann, Kamelreiter der
Deutschen Schutztruppe in Deutsch-Südwestafrika

Eine Besonderheit unter den deutschen Schutztruppen war die Kamelreitertruppe, die 1907 auf Anregung Friedrich von Erckerts gebildet wurde. Sie war für Militäroperationen in den wasserarmen Wüsten des Schutzgebiets bestimmt. Die ersten Kamele (Dromedare) wurden von den Kanarischen Inseln und aus dem Sudan eingeführt. Den Kern der Truppe bildeten schließlich die 7. und 8. Kompanie der Schutztruppe für Deutsch-Südwestafrika. Zur Nachzucht und Abrichtung entstand ein Kamelgestüt bei Kalkfontein.

## Der Aufstand der Herero und Nama

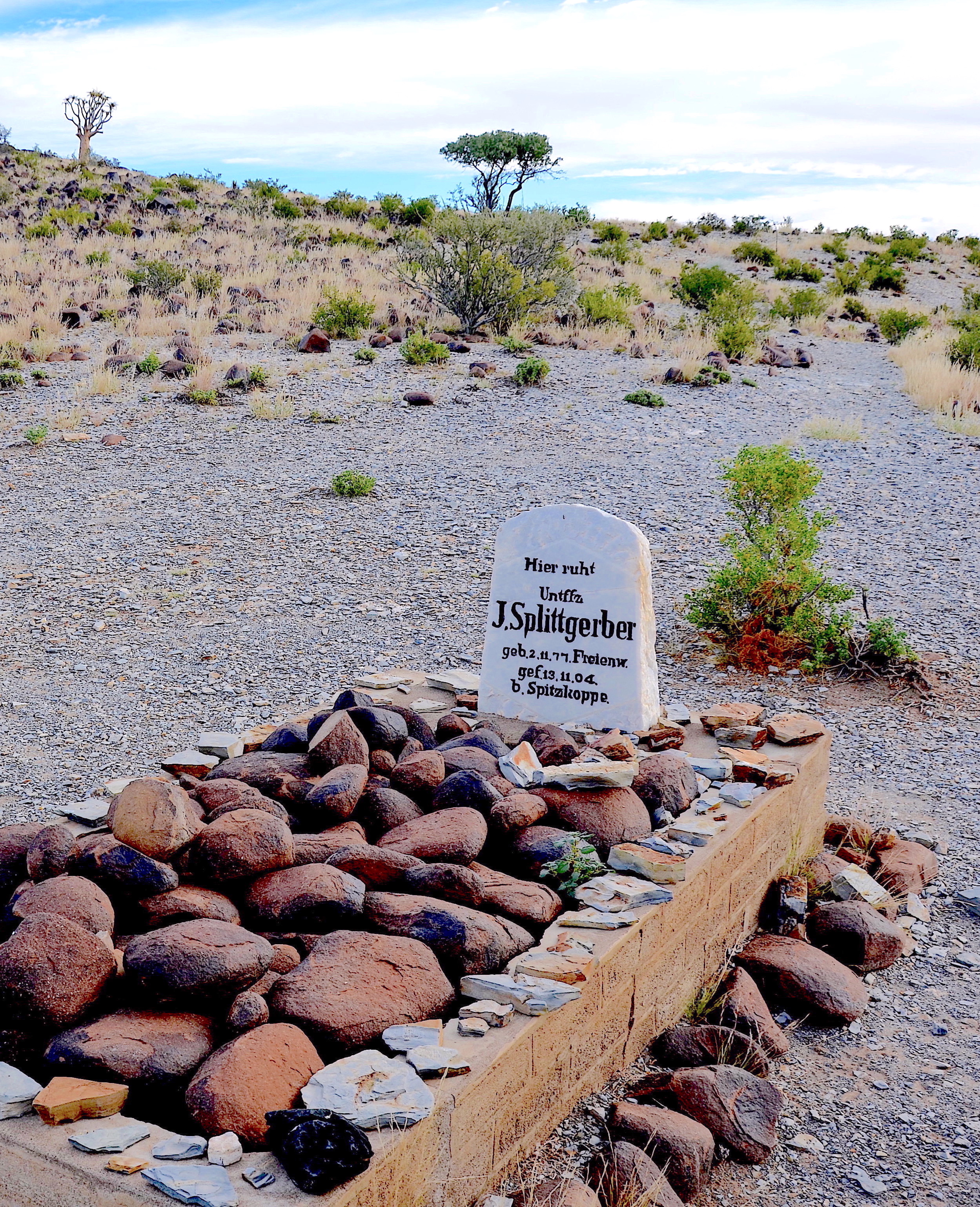
Grab eines bei Keetmanshoop, kurz nach Ausbruch des Nama-Aufstandes 1904, getöteten Deutschen Schutztrupplers

Nachdem sich die Volksgruppe der Herero durch massive Landkäufe der Deutschen Kolonialgesellschaft immer mehr aus ihrem Siedlungsgebiet zurückgedrängt gesehen hatte, kam es am 12. Januar 1904 zum Aufstand der Herero unter ihrem Kaptein Samuel Maharero. Zunächst wurden einzelne Farmen, Eisenbahnlinien und Handelsstationen angegriffen. Dabei kamen rund 140 Deutsche und sieben Buren ums Leben. Heftige Kämpfe gab es um die Stadt Okahandja. Die zunächst zahlenmäßig deutlich unterlegene deutsche Schutztruppe wurde im Februar durch 500 Marineinfanteristen und Freiwillige verstärkt. Da Kommandeur Theodor Leutwein die Kampfkraft der Herero falsch einschätzte, gelang es ihm zunächst nicht, entscheidende Vorteile zu erringen. Die Reichsregierung war mit dem Verlauf der Operationen unzufrieden und ernannte den Generalleutnant Lothar von Trotha zum neuen Oberbefehlshaber der Schutztruppe. Im Gegensatz zu Leutwein verfolgte von Trotha das Ziel der völligen Vernichtung des Gegners und ließ noch einmal Verstärkungen aus Deutschland kommen. Er stellte die Herero am 11. August 1904 zu einer Entscheidungsschlacht am Waterberg, die mit deren Niederlage endete. Es gelang den Herero zwar, wie im Falle einer Niederlage geplant, nach Südosten auszuweichen. Dabei waren sie aber zur Flucht mit ihren Rinder- und Ziegenherden, Familien und Verwundeten durch die Omaheke-Wüste gezwungen. Während der Kämpfe und der anschließenden Flucht kamen nach unterschiedlichen Quellenangaben bis zu 60 Prozent der Herero-Kämpfer und ihrer Familien ums Leben. Die brutale und auch gegen Zivilpersonen völlig rücksichtslose Kriegsführung Trothas gilt in weiten Teilen der Wissenschaft als erster Völkermord des 20. Jahrhunderts. Schon Zeitgenossen betrachteten das Vorgehen Trothas als Verbrechen oder zumindest kontraproduktiv für die Kolonialpolitik des Deutschen Reiches. So urteilte Gouverneur Heinrich Schnee (ein Anhänger der deutschen Kolonialpolitik):

„Trotha führte den Krieg rein militärisch in rücksichtslosester Weise durch, das Ergebnis war äußerst übel; viele Menschen wurden unsinnigerweise unter bedauernswerten Umständen vernichtet.“

Im Oktober 1904 erhoben sich auch die Nama im Süden des Landes. Der abtrünnig gewordene Kaptein Hendrik Witbooi ließ den ihm freundlich gesinnten Bezirksamtmann von Gibeon Henning von Burgsdorff töten. Gleichzeitig erhob sich Kaptein Jakob Morenga und griff in die Kämpfe ein. Es folgte ein jahrelanger zermürbender Kleinkrieg mit der Schutztruppe, der erst 1907/08 zu seinem Ende kam. Die Vorgänge kosteten durch Krankheiten, Hunger und Durst, Kampfhandlungen, Überfälle, Flucht und vielfach menschenunwürdige Missstände in den Internierungslagern nach Schätzung zwischen 24.000 und 64.000 Herero, etwa 10.000 Nama sowie 1.365 Siedler und Soldaten das Leben. 76 Weiße galten als vermisst und sind wohl größtenteils durch Kriegseinwirkung umgekommen.

## Erster Weltkrieg und Ende

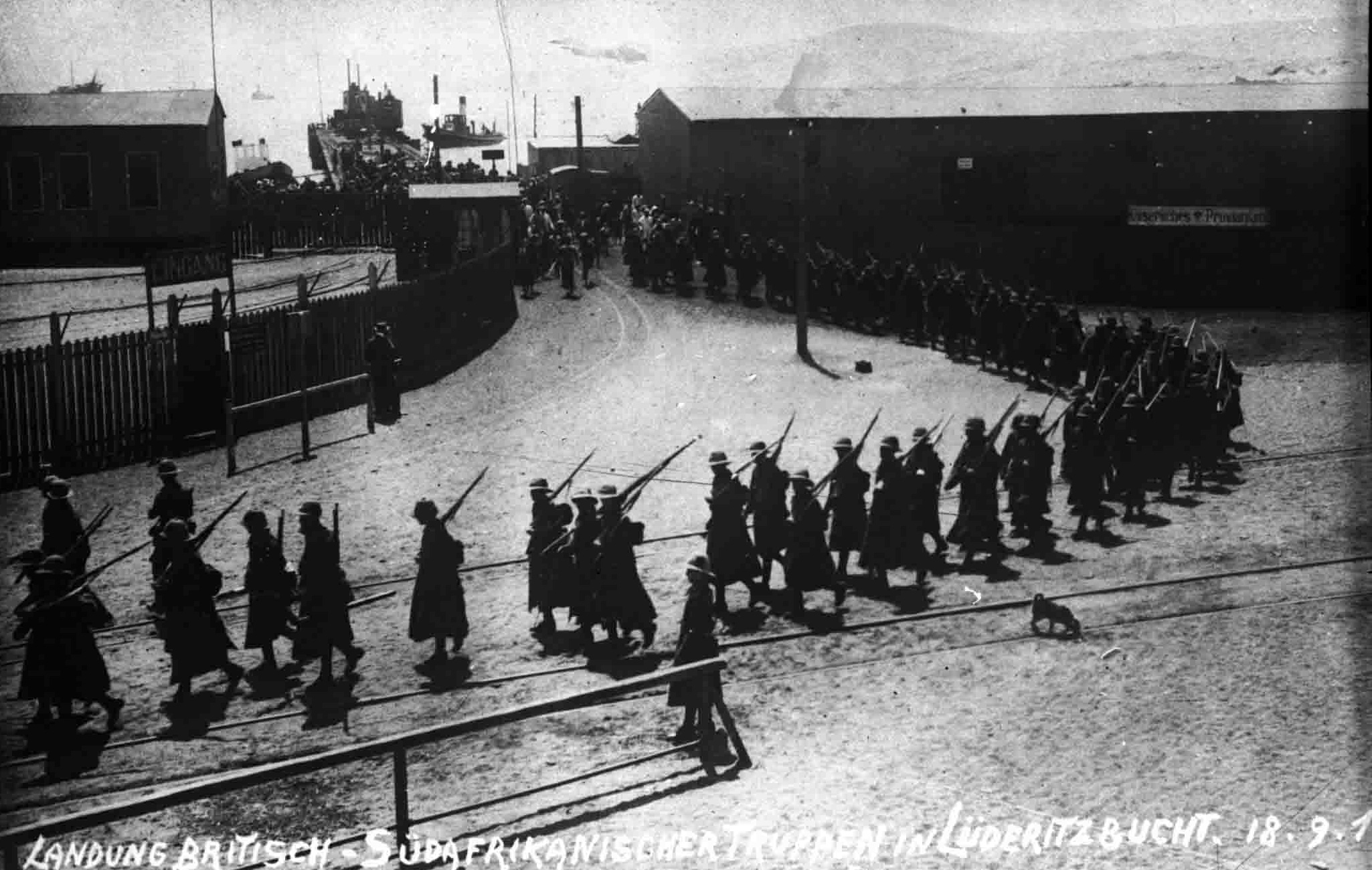
Landung südafrikanischer Truppen in der Lüderitzbucht, September 1914

Die Nachricht vom Ausbruch des Ersten Weltkrieges am 1. August 1914 erreichte Deutsch-Südwestafrika tags darauf über die Funkstrecke Nauen – Kamina und die sich noch im Bau befindende Großfunkstation in Windhoek. In Erwartung eines Angriffs der mit Großbritannien alliierten Südafrikanischen Union wurde am 8. August 1914 die Mobilmachung ausgerufen und ein 50 Kilometer breiter Streifen entlang der Grenze zu Südafrika evakuiert. Am 9. September 1914 beschloss das südafrikanische Parlament die Kriegsteilnahme.
Am 10. September 1914 gelang der deutschen Seite die Besetzung der zur Südafrikanischen Union gehörenden Exklave Walfischbucht. Erste Auseinandersetzungen mit südafrikanischen Truppen gab es am 13. September 1914 bei den Polizeistationen von Nakop und Ramansdrift. Am 19. September besetzten rund 2.000 Mann die Lüderitzbucht. Einen Tag später überschritt eine Abteilung der Unionstruppen den Oranje, wurde jedoch in der Schlacht bei Sandfontein zurückgeschlagen. Danach verlagerten die Südafrikaner ihre Angriffe wieder an die Lüderitzbucht und konnten dort entlang der Bahnlinie bis zum 9. November 70 Kilometer ins Inland vorstoßen. Der deutsche Kommandeur Joachim von Heydebreck kam am 12. November 1914 bei einer Explosion ums Leben. Am 25. Dezember 1914 musste Walfischbucht aufgrund südafrikanischer Angriffe wieder aufgegeben werden. Im März 1915 marschierten südafrikanische Truppen von Walfischbucht aus in Richtung Keetmanshoop, das ihnen am 19. April in die Hände fiel. Im Süden musste die deutsche Schutztruppe der Übermacht des Feindes weichen und zog sich nach Norden zurück. Anfang Mai verlegte Gouverneur Theodor Seitz seinen Amtssitz von Windhuk nach Grootfontein.
Die deutsche Schutztruppe war den Südafrikanern sowohl von der Truppenstärke als auch von der Ausrüstung hoffnungslos unterlegen. Zwar konnte sie bei Ausbruch des Krieges durch Seeleute, Reservisten, Freiwillige und Einheimische auf 5.000 Mann aufgestockt werden, ihr standen aber 43.000 Soldaten Südafrikas gegenüber. Die Deutschen hatten zwei Doppeldecker der Hersteller Aviatik und LFG und fünf Kraftwagen zur Verfügung, wogegen die Südafrikaner sechs Militärflugzeuge und über 2.000 Kraftfahrzeuge einsetzen konnten.
Nachdem die Unionstruppen die deutschen Verteidiger auch im Norden immer weiter zurückgedrängt hatten, bot Gouverneur Seitz dem südafrikanischen General Botha am 21. Mai 1915 vergeblich einen Waffenstillstand an. Am 1. Juli erlitt die Schutztruppe ihre letzte und endgültige Niederlage bei einem Gefecht bei Otavi, westlich von Grootfontein. Am 9. Juli 1915 unterzeichneten Gouverneur Seitz und Oberstleutnant Victor Franke eine Erklärung über die Übergabe der deutschen Schutztruppe an die Südafrikanische Union.
Der aktive Teil der Schutztruppe wurde in einem Lager bei Aus interniert, die Reservisten konnten nach Deutschland zurückkehren. Die Verwaltung der deutschen Kolonie übernahm das südafrikanische Militär.
Im Oktober 1919 wurde in Deutschland offiziell die Auflösung aller Schutztruppen verfügt.

## Kommandeure der Schutztruppe für Deutsch-Südwestafrika

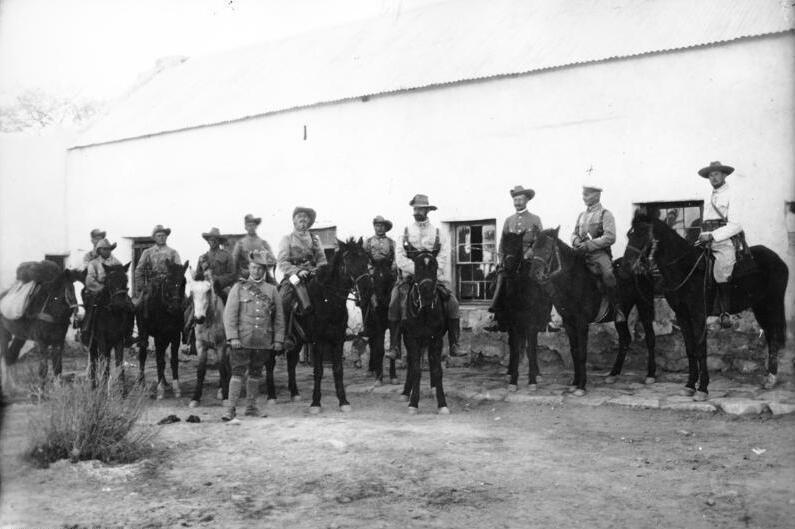
Stab von Ludwig von Estorff, Kommandeur der Schutztruppe bis 1911

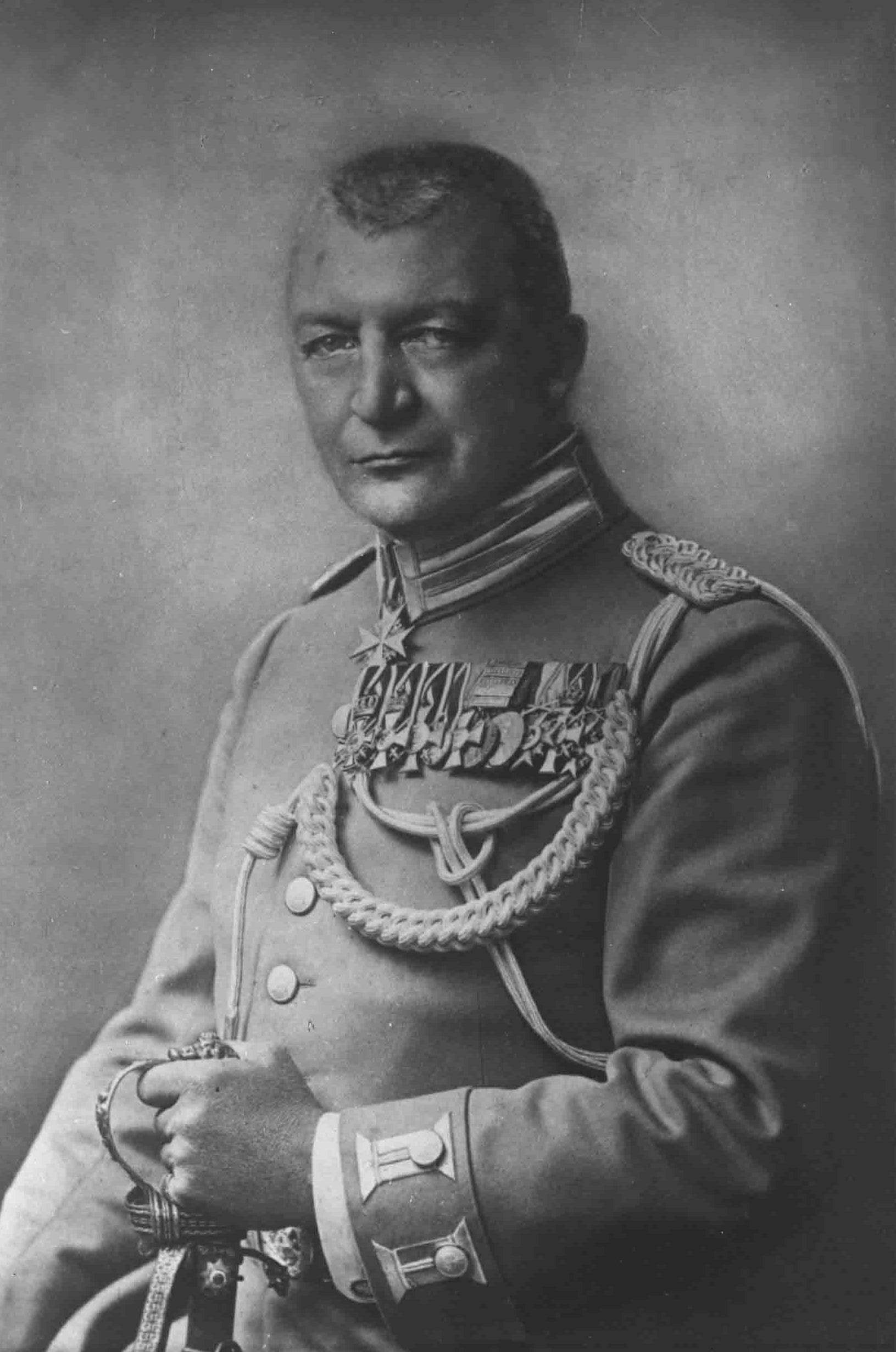
Victor Franke, Kommandeur der Schutztruppe von November 1914 bis Juli 1915

## Denkmäler
In Deutschland:
- Hererostein auf dem Friedhof Columbiadamm, Berlin-Neukölln
- Kolonialkriegerdenkmal (Düsseldorf)
- Kolonialkriegerdenkmal (Dresden)

In Namibia:
- Marine-Denkmal (Swakopmund)
- Reiterdenkmal (Windhoek)